# Trent
Trent (anglicky River Trent) je řeka v Anglii (Spojené království). Je 274 km dlouhá. Povodí má rozlohu 10 500 km².

## Průběh toku
Pramení na jihozápadních svazích pohoří Penniny. Protéká oblastí Midlands a ústí do úžiny Humber Severního moře.

## Vodní režim
Řeka vykazuje dešťový (pluviální) odtokový režim. Maximální vodnosti dosahuje v zimě.
Průměrný roční průtok vody činí přibližně 80 m³/s. Na dolním toku se projevuje vliv mořských přílivů.

## Využití
Vodní doprava je možná od Nottinghamu. Na řece leží města Stoke-on-Trent, Burton upon Trent, Nottingham, Gainsborough.